# Campeonato Sul-Americano de Atletismo Sub-23 de 2014 - Resultados
Esses foram os resultados do Campeonato Sul-Americano de Atletismo Sub-23 de 2014, que ocorreram de 3 a 5 de outubro de 2014,  na Pista de Atletismo Darwin Piñeyrúa, em Montevidéu, no Uruguai. 

## Resultado masculino

### 100 metros
| Posição | Atleta                        | Nacionalidade | Tempo | Notas |
| ------- | ----------------------------- | ------------- | ----- | ----- |
| 1       | Aldemir Gomes da Silva Júnior | Brasil        | 10.76 | Q     |
| 2       | Artur Bruno Rojas             | Bolívia       | 10.82 | q     |
| 3       | Anderson Quintero             | Equador       | 11.01 |       |
| 4       | Frank Sánchez                 | Peru          | 11.02 |       |
| 5       | Jorge Caracasis               | Argentina     | 11.17 |       |

| Posição | Atleta          | Nacionalidade | Tempo | Notas |
| ------- | --------------- | ------------- | ----- | ----- |
| 1       | Andy Martínez   | Peru          | 10.51 | Q     |
| 2       | José Mosquera   | Equador       | 10.73 | q     |
| 3       | Alexis Nieves   | Venezuela     | 10.80 | q     |
| 4       | Sergio Aldea    | Chile         | 11.06 |       |
| 5       | Jesús Cáceres   | Paraguai      | 11.15 |       |
| 6       | Rodrigo Fleitas | Uruguai       | 11.26 |       |

| Posição | Atleta                 | Nacionalidade | Tempo | Notas |
| ------- | ---------------------- | ------------- | ----- | ----- |
| 1       | Ricardo Mário de Souza | Brasil        | 10.61 | Q     |
| 2       | Ángel Ayala            | Paraguai      | 10.71 | q     |
| 3       | Danny Vanan            | Suriname      | 11.06 |       |
| 4       | Martín Mello           | Uruguai       | 11.27 |       |

| Posição | Atleta            | Nacionalidade | Tempo | Notas |
| ------- | ----------------- | ------------- | ----- | ----- |
| 1       | Enrique Polanco   | Chile         | 10.77 | Q     |
| 2       | Sebastián Acevedo | Argentina     | 10.97 |       |

| Posição           | Atleta                        | Nacionalidade | Tempo | Notas |
| ----------------- | ----------------------------- | ------------- | ----- | ----- |
| Medalha de ouro   | Andy Martínez                 | Peru          | 10.40 |       |
| Medalha de prata  | Aldemir Gomes da Silva Júnior | Brasil        | 10.47 |       |
| Medalha de bronze | Enrique Polanco               | Chile         | 10.53 |       |
| 4                 | Ricardo Mário de Souza        | Brasil        | 10.64 |       |
| 5                 | Ángel Ayala                   | Paraguai      | 10.80 |       |
| 6                 | José Mosquera                 | Equador       | 10.81 |       |
| 7                 | Artur Bruno Rojas             | Bolívia       | 10.96 |       |
| 8                 | Alexis Nieves                 | Venezuela     | 11.00 |       |

### 200 metros
| Posição | Atleta                        | Nacionalidade | Tempo | Notas |
| ------- | ----------------------------- | ------------- | ----- | ----- |
| 1       | Aldemir Gomes da Silva Júnior | Brasil        | 20.98 | Q     |
| 2       | Fredy Maidana                 | Paraguai      | 21.11 | Q     |
| 3       | Artur Bruno Rojas             | Bolívia       | 21.62 | Q     |
| 4       | José Mosquera                 | Equador       | 21.93 | q     |
| 5       | Frank Sánchez                 | Peru          | 22.21 |       |
| 6       | Leonardo Ariel Díaz           | Argentina     | 22.27 |       |
| 7       | Jhony Rodríguez               | Uruguai       | 23.13 |       |
| 8       | Enrique Polanco               | Chile         | DNF   |       |

| Posição | Atleta                  | Nacionalidade | Tempo | Notas |
| ------- | ----------------------- | ------------- | ----- | ----- |
| 1       | Antonio Cesar Rodrigues | Brasil        | 21.36 | Q     |
| 2       | Diego Palomeque         | Colômbia      | 21.69 | Q     |
| 3       | Ángel Ayala             | Paraguai      | 21.77 | Q     |
| 4       | Sergio Germaín          | Chile         | 22.06 | q     |
| 5       | Emanuel Alessandrini    | Argentina     | 22.24 |       |
| 6       | Martín Mello            | Uruguai       | 22.64 |       |
| 7       | Anderson Quintero       | Equador       | DNF   |       |
| 8       | Danny Vanan             | Suriname      | DQ    |       |

| Posição           | Atleta                        | Nacionalidade | Tempo | Notas                 |
| ----------------- | ----------------------------- | ------------- | ----- | --------------------- |
| Medalha de ouro   | Aldemir Gomes da Silva Júnior | Brasil        | 20.50 | Recorde do campeonato |
| Medalha de prata  | Fredy Maidana                 | Paraguai      | 20.90 | Recorde nacional      |
| Medalha de bronze | Diego Palomeque               | Colômbia      | 21.02 |                       |
| 4                 | Antonio Cesar Rodrigues       | Brasil        | 21.09 |                       |
| 5                 | Artur Bruno Rojas             | Bolívia       | 21.56 |                       |
| 6                 | Sergio Germaín                | Chile         | 21.67 |                       |
| 7                 | Ángel Ayala                   | Paraguai      | 21.73 |                       |
| 8                 | José Mosquera                 | Equador       | 22.20 |                       |

### 400 metros
| Posição | Atleta                 | Nacionalidade | Tempo | Notas |
| ------- | ---------------------- | ------------- | ----- | ----- |
| 1       | José Meléndez          | Venezuela     | 48.06 | Q     |
| 2       | Bernardo Baloyes       | Colômbia      | 48.65 | Q     |
| 3       | Lucas de Araújo Santos | Brasil        | 49.49 | Q     |
| 4       | Luis Saavedra          | Peru          | 49.99 | q     |
| 5       | Kevin Lecitra          | Argentina     | 50.63 |       |
| 6       | Ramón Silva            | Paraguai      | 51.29 |       |
| 7       | Ignácio Piquerez       | Uruguai       | 51.93 |       |

| Posição | Atleta             | Nacionalidade | Tempo | Notas |
| ------- | ------------------ | ------------- | ----- | ----- |
| 1       | Alexander Russo    | Brasil        | 48.67 | Q     |
| 2       | Sergio Germaín     | Chile         | 49.25 | Q     |
| 3       | Matías Kraglievich | Argentina     | 49.36 | Q     |
| 4       | Jairo Pérez        | Uruguai       | 49.71 | q     |
| 5       | Jorge Mena         | Panamá        | 51.32 |       |
| 6       | Jhon Perlaza       | Colômbia      | DNS   |       |

| Posição           | Atleta                 | Nacionalidade | Tempo | Notas |
| ----------------- | ---------------------- | ------------- | ----- | ----- |
| Medalha de ouro   | José Meléndez          | Venezuela     | 46.07 |       |
| Medalha de prata  | Bernardo Baloyes       | Colômbia      | 46.11 |       |
| Medalha de bronze | Alexander Russo        | Brasil        | 46.35 |       |
| 4                 | Lucas de Araújo Santos | Brasil        | 47.43 |       |
| 5                 | Sergio Germaín         | Chile         | 47.79 |       |
| 6                 | Luis Saavedra          | Peru          | 49.40 |       |
| 7                 | Matías Kraglievich     | Argentina     | 49.41 |       |
| 8                 | Jairo Pérez            | Uruguai       | 49.69 |       |

### 800 metros
| Posição | Atleta                  | Nacionalidade | Tempo   | Notas |
| ------- | ----------------------- | ------------- | ------- | ----- |
| 1       | Lucirio Antonio Garrido | Venezuela     | 1:51.20 | Q     |
| 2       | Miguel Ángel Alvarado   | Colômbia      | 1:51.51 | Q     |
| 3       | Alejandro Peirano       | Chile         | 1:52.30 | Q     |
| 4       | Willian García          | Peru          | 1:52.92 | q     |
| 5       | Edmundo Díaz            | Peru          | 1:55.53 |       |
| 6       | Giovanni Villalba       | Paraguai      | 1:56.11 |       |
| 7       | Clifton Betje           | Suriname      | 1:57.58 |       |

| Posição | Atleta                  | Nacionalidade | Tempo   | Notas |
| ------- | ----------------------- | ------------- | ------- | ----- |
| 1       | Kevin Angulo            | Equador       | 1:53.81 | Q 809 |
| 2       | Lucas Gabriel Rodrigues | Brasil        | 1:53.81 | Q 810 |
| 3       | Joseilton Costa Cunha   | Brasil        | 1:54.01 | Q     |
| 4       | Leandro Paris           | Argentina     | 1:54.10 | q     |
| 5       | Mateo Rossetto          | Argentina     | 1:55.13 |       |
| 6       | Jairo Pérez             | Uruguai       | 1:55.52 |       |

| Posição           | Atleta                  | Nacionalidade | Tempo   | Notas |
| ----------------- | ----------------------- | ------------- | ------- | ----- |
| Medalha de ouro   | Joseilton Costa Cunha   | Brasil        | 1:48.47 |       |
| Medalha de prata  | Lucas Gabriel Rodrigues | Brasil        | 1:49.37 |       |
| Medalha de bronze | Lucirio Antonio Garrido | Venezuela     | 1:50.87 |       |
| 4                 | Miguel Ángel Alvarado   | Colômbia      | 1:51.37 |       |
| 5                 | Kevin Angulo            | Equador       | 1:51.72 |       |
| 6                 | Leandro Paris           | Argentina     | 1:52.23 |       |
| 7                 | Willian García          | Peru          | 1:54.41 |       |
| 8                 | Alejandro Peirano       | Chile         | 1:55.55 |       |

### 1.500 metros
Final – 5 de outubro 16:20h
| Posição           | Atleta                  | Nacionalidade | Tempo   | Notas                 |
| ----------------- | ----------------------- | ------------- | ------- | --------------------- |
| Medalha de ouro   | Carlos Díaz             | Chile         | 3:44.52 | Recorde do campeonato |
| Medalha de prata  | Javier Marmo            | Uruguai       | 3:47.47 |                       |
| Medalha de bronze | Kevin Angulo            | Equador       | 3:47.82 |                       |
| 4                 | Leonel Cesar            | Argentina     | 3:48.04 |                       |
| 5                 | Weverton Fidélis        | Brasil        | 3:48.76 |                       |
| 6                 | Lucirio Antonio Garrido | Venezuela     | 3:51.17 |                       |
| 7                 | Jesús Yana              | Peru          | 3:51.92 |                       |
| 8                 | Rodrigo Valério Silva   | Brasil        | 3:56.91 |                       |
| 9                 | Walter Nina             | Peru          | 3:57.23 |                       |
| 10                | Rubén Toroya            | Bolívia       | 4:03.32 |                       |
| 11                | Leonardo Coito          | Uruguai       | 4:05.37 |                       |
| 12                | Giovanni Villalba       | Paraguai      | 4:10.24 |                       |
| 13                | Roberto Tello           | Chile         | DNF     |                       |

### 5.000 metros
Final – 3 de outubro 15:50h
| Posição           | Atleta                         | Nacionalidade | Tempo    | Notas                 |
| ----------------- | ------------------------------ | ------------- | -------- | --------------------- |
| Medalha de ouro   | Matías Silva                   | Chile         | 13:57.58 | Recorde do campeonato |
| Medalha de prata  | José Luis Rojas                | Peru          | 14:02.37 |                       |
| Medalha de bronze | Yerson Orellana                | Peru          | 14:04.30 |                       |
| 4                 | Gustavo Frencia                | Argentina     | 14:18.10 |                       |
| 5                 | Daniel Toroya                  | Bolívia       | 14:31.13 |                       |
| 6                 | Daniel Ferreira do Nascimento  | Brasil        | 14:37.82 |                       |
| 7                 | Ariel Méndez                   | Chile         | 14:42.63 |                       |
| 8                 | Victor Vinicius Alves da Silva | Brasil        | 14:52.20 |                       |

### 10.000 metros
Final – 4 de outubro 15:50h
| Posição           | Atleta                    | Nacionalidade | Tempo    | Notas |
| ----------------- | ------------------------- | ------------- | -------- | ----- |
| Medalha de ouro   | Matías Silva              | Chile         | 30:13.81 |       |
| Medalha de prata  | Daniel Toroya             | Bolívia       | 30:16.50 |       |
| Medalha de bronze | Ariel Méndez              | Chile         | 30:19.61 |       |
| 4                 | José Luis Ostos           | Peru          | 30:30.39 |       |
| 5                 | Rener da Silva Lopes      | Brasil        | 30:35.34 |       |
| 6                 | Ronald Moraes da Silva    | Brasil        | 30:54.43 |       |
| 7                 | Gaspar Geymonat           | Uruguai       | 30:54.86 |       |
| 8                 | Christian Pacheco         | Peru          | 32:20.71 |       |
| 9                 | Marcelo Fabricius         | Argentina     | 32:33.37 |       |
| 10                | Cristián Segovia          | Uruguai       | 32:44.69 |       |
| 11                | Nicolas Alejandro Herrera | Colômbia      | DSQ      |       |

### 110 metros barreiras
Final – 4 de outubro 15:30h - Vento: 2.2 m/s
| Posição           | Atleta                         | Nacionalidade | Tempo | Notas |
| ----------------- | ------------------------------ | ------------- | ----- | ----- |
| Medalha de ouro   | Jonathas Filipe da Silva Brito | Brasil        | 13.69 |       |
| Medalha de prata  | Eduardo dos Santos de Deus     | Brasil        | 13.85 |       |
| Medalha de bronze | Diego Lyon                     | Chile         | 13.98 |       |
| 4                 | Luis Escobar                   | Equador       | 14.42 |       |
| 5                 | Patricio Colarte               | Chile         | 14.49 |       |
| 6                 | Mauricio Pereira               | Paraguai      | 14.62 |       |
| 7                 | Williams Ríos                  | Panamá        | 14.72 |       |
| 8                 | Juan José Piloni               | Argentina     | 15.14 |       |

### 400 metros barreiras
Final – 5 de outubro 16:50h
| Posição           | Atleta               | Nacionalidade | Tempo | Notas |
| ----------------- | -------------------- | ------------- | ----- | ----- |
| Medalha de ouro   | Wesley Diego Martins | Brasil        | 51.12 |       |
| Medalha de prata  | Yeferson Valencia    | Colômbia      | 51.19 |       |
| Medalha de bronze | Alfredo Sepúlveda    | Chile         | 51.56 |       |
| 4                 | Kaynan Xavier Hack   | Brasil        | 51.62 |       |
| 5                 | Luis Escobar         | Equador       | 52.35 |       |
| 6                 | Sergio Bautista      | Uruguai       | 56.22 |       |
| 7                 | Jaime Rodríguez      | Argentina     | 56.93 |       |
| 8                 | Mauricio dos Santos  | Uruguai       | 57.81 |       |

### 3.000 metros com obstáculos
Final – 4 de outubro 11:30h
| Posição           | Atleta                        | Nacionalidade | Tempo    | Notas |
| ----------------- | ----------------------------- | ------------- | -------- | ----- |
| Medalha de ouro   | Roberto Tello                 | Chile         | 8:57.49  |       |
| Medalha de prata  | Thiarles Cacanha dos Santos   | Brasil        | 9:02.16  |       |
| Medalha de bronze | Juan Medina                   | Chile         | 9:08.59  | 586   |
| 4                 | Alex Sandro Jesus de Oliveira | Brasil        | 9:08.59  | 590   |
| 5                 | Yuber Echeverri               | Colômbia      | 9:14.13  |       |
| 6                 | Jesús Yana                    | Peru          | 9:14.42  |       |
| 7                 | Gustavo Frencia               | Argentina     | 9:29.13  |       |
| 8                 | Walter Nina                   | Peru          | 9:30.16  |       |
| 9                 | Rubén Toroya                  | Bolívia       | 9:41.67  |       |
| 10                | Mauricio Castillo             | Uruguai       | 10:11.50 |       |
| 11                | Steven Cassina                | Uruguai       | 10:36.74 |       |

### Revezamento 4x100 m
Final – 4 de outubro 18:40h
| Posição           | Nacionalidade | Atletas | Tempo | Notas            |
| ----------------- | ------------- | --- | ----- | ---------------- |
| Medalha de ouro   | Brasil        | Rodrigo Pereira do Nascimento Ricardo Mário de Souza Antonio Cesar Rodrigues Aldemir Gomes da Silva Júnior | 39.74 |                  |
| Medalha de prata  | Paraguai      | Cristián Leguizamon Fredy Maidana Jesús Cáceres Ángel Ayala                                                | 40.88 | Recorde nacional |
| Medalha de bronze | Chile         | Patricio Colarte Sergio Aldea Sergio Germaín Enrique Polanco                                               | 41.20 |                  |
| 4                 | Equador       | José Pacho José Mosquera Luis Escobar Anderson Quintero                                                    | 41.81 |                  |
| 5                 | Argentina     | Jorge Caracasis Leonardo Ariel Díaz Sebastián Acevedo Kevin Lecitra                                        | 41.87 |                  |
| 6                 | Venezuela     | José Gregorio Milanesse José Meléndez Santiago Cova Óscar Campos                                           | 41.95 |                  |
| 7                 | Uruguai       | Mateo Pascual Rodrigo Fleitas Martín Mello Jhony Rodríguez                                                 | 43.05 |                  |
| 8                 | Colômbia      | Diego Palomeque Miguel Ángel Alvarado Yeferson Valencia Bernardo Baloyes                                   | DNS   |                  |

### Revezamento 4x400 m
Final – 5 de outubro 18:10h
| Posição           | Nacionalidade | Atletas                                                                                           | Tempo   | Notas |
| ----------------- | ------------- | ------------------------------------------------------------------------------------------------- | ------- | ----- |
| Medalha de ouro   | Brasil        | Anderson Machado Dos Santos Lucas de Araújo Santos Carlos Eduardo Pereira Grachet Alexander Russo | 3:08.95 |       |
| Medalha de prata  | Chile         | Alfredo Sepúlveda Sergio Germaín Alejandro Peirano Sergio Aldea                                   | 3:11.93 |       |
| Medalha de bronze | Colômbia      | Diego Palomeque Miguel Ángel Alvarado Yeferson Valencia Bernardo Baloyes                          | 3:11.95 |       |
| 4                 | Peru          | Luis Saavedra Willian García Andy Martínez Edmundo Díaz                                           | 3:15.72 |       |
| 5                 | Argentina     | Leonardo Ariel Díaz Leandro Paris Matías Kraglievich Mateo Rossetto                               | 3:17.19 |       |
| 6                 | Uruguai       | Jerson de Los Santos Jairo Pérez Jonathan de Souza Ignácio Piquerez                               | 3:19.92 |       |
| 7                 | Paraguai      | Fredy Maidana Jesús Cáceres Giovanni Villalba Ramón Silva                                         | 3:26.24 |       |
| 8                 | Equador       | José Mosquera José Pacho Anderson Quintero Luis Escobar                                           | DNS     |       |

### 20 km marcha atlética
Final – 4 de outubro 11:55h
| Posição           | Atleta                           | Nacionalidade | Tempo     | Notas                 |
| ----------------- | -------------------------------- | ------------- | --------- | --------------------- |
| Medalha de ouro   | Manuel Soto                      | Colômbia      | 1:23:22.7 | Recorde do campeonato |
| Medalha de prata  | Richard Vargas                   | Venezuela     | 1:23:25.6 |                       |
| Medalha de bronze | Kenny Pérez                      | Colômbia      | 1:25:08.4 |                       |
| 4                 | Bruno Marques Fidelis            | Brasil        | 1:26:54.7 |                       |
| 5                 | Max Batista Gonçalves dos Santos | Brasil        | 1:32:24.2 |                       |
| 6                 | Marco Antonio Rodríguez          | Bolívia       | DSQ       |                       |

### Salto em altura
Final – 5 de outubro 10:00h
| Posição           | Atleta                     | Nacionalidade | Tentativa | Tentativa | Tentativa | Tentativa | Tentativa | Tentativa | Tentativa | Tentativa | Tentativa | Tentativa | Tentativa | Tentativa | Tentativa | Tentativa | Tentativa | Resultado | Noteas                |
| Posição           | Atleta                     | Nacionalidade | 1.75      | 1.80      | 1.85      | 1.90      | 1.95      | 2.00      | 2.03      | 2.06      | 2.09      | 2.12      | 2.15      | 2.18      | 2.21      | 2.24      | 2.26      | Resultado | Noteas                |
| ----------------- | -------------------------- | ------------- | --------- | --------- | --------- | --------- | --------- | --------- | --------- | --------- | --------- | --------- | --------- | --------- | --------- | --------- | --------- | --------- | --------------------- |
| Medalha de ouro   | Fernando Carvalho Ferreira | Brasil        | -         | -         | -         | -         | -         | -         | -         | o         | xo        | xo        | xxo       | o         | xo        | xxo       | xxx       | 2.24      | Recorde do campeonato |
| Medalha de prata  | Eure Yáñez                 | Venezuela     | -         | -         | -         | -         | -         | -         | -         | -         | -         | xxo       | o         | xxo       | xxx       |           |           | 2.18      |                       |
| Medalha de bronze | Alexander Bowen            | Panamá        | -         | -         | -         | -         | -         | -         | -         | o         | x-        | xo        | o         | xxx       |           |           |           | 2.15      |                       |
| 4                 | Josué Lima da Costa        | Brasil        | -         | -         | -         | -         | -         | -         | -         | o         | o         | o         | xxx       |           |           |           |           | 2.12      |                       |
| 5                 | Williams Ríos              | Panamá        | -         | -         | -         | o         | xo        | o         | -         | xxx       |           |           |           |           |           |           |           | 2.00      |                       |
| 6                 | Iuri Camara                | Uruguai       | -         | xo        | xxo       | o         | xxo       | xxx       |           |           |           |           |           |           |           |           |           | 1.95      |                       |
| 7                 | Nicolás Moratalla          | Argentina     | -         | -         | -         | o         | xxx       |           |           |           |           |           |           |           |           |           |           | 1.90      |                       |
| 7                 | Franco Caravario           | Argentina     | -         | -         | -         | o         | xxx       |           |           |           |           |           |           |           |           |           |           | 1.90      |                       |
| 9                 | Sebastián Rodríguez        | Uruguai       | o         | xo        | xxx       |           |           |           |           |           |           |           |           |           |           |           |           | 1.80      |                       |

### Salto com vara
Final – 3 de outubro 15:00h
| Posição           | Atleta                 | Nacionalidade | Tentativa | Tentativa | Tentativa | Tentativa | Tentativa | Tentativa | Tentativa | Tentativa | Tentativa | Tentativa | Tentativa | Tentativa | Tentativa | Tentativa | Tentativa | Tentativa | Tentativa | Resultado | Notas |
| Posição           | Atleta                 | Nacionalidade | 4.10      | 4.20      | 4.30      | 4.40      | 4.50      | 4.60      | 4.65      | 4.70      | 4.75      | 4.80      | 4.85      | 4.90      | 4.95      | 5.00      | 5.05      | 5.10      | 5.22      | Resultado | Notas |
| ----------------- | ---------------------- | ------------- | --------- | --------- | --------- | --------- | --------- | --------- | --------- | --------- | --------- | --------- | --------- | --------- | --------- | --------- | --------- | --------- | --------- | --------- | ----- |
| Medalha de ouro   | José Pacho             | Equador       | -         | -         | -         | -         | -         | x-        | -         | -         | -         | o         | -         | -         | o         | x-        | xo        | xxo       | xxx       | 5.10      | †     |
| Medalha de prata  | Jeff Estenton Oliverio | Brasil        | -         | -         | -         | -         | -         | -         | -         | -         | -         | o         | x-        | xo        | x-        | o         | -         | xxx       |           | 5.00      |       |
| Medalha de bronze | Walter Viáfara         | Colômbia      | -         | -         | -         | -         | -         | -         | -         | xxo       | -         | -         | o         | -         | xxx       |           |           |           |           | 4.85      |       |
| 4                 | Leonardo dos Santos    | Brasil        | -         | -         | -         | -         | -         | xo        | -         | xxo       | o         | x-        | xx        |           |           |           |           |           |           | 4.75      |       |
| 5                 | Martín Castañares      | Uruguai       | o         | -         | o         | -         | xxx       |           |           |           |           |           |           |           |           |           |           |           |           | 4.30      |       |
| 6                 | Daniel Zupeuc          | Chile         | -         | -         | -         | -         | -         | xxx       |           |           |           |           |           |           |           |           |           |           |           | NM        |       |

†:Série não é exatamente conhecida.

### Salto em comprimento
Final – 4 de outubro 9:00h
| Posição           | Atleta                | Nacionalidade | Tentativa   | Tentativa   | Tentativa   | Tentativa   | Tentativa   | Tentativa   | Resultado      | Notas |
| Posição           | Atleta                | Nacionalidade | 1           | 2           | 3           | 4           | 5           | 6           | Resultado      | Notas |
| ----------------- | --------------------- | ------------- | ----------- | ----------- | ----------- | ----------- | ----------- | ----------- | -------------- | ----- |
| Medalha de ouro   | Higor Silva Alves     | Brasil        | x (+1.7)    | 7.60 (-0.7) | -           | x (+1.7)    | x (+0.9)    | x (+1.0)    | 7.60 (-0.7 m/s |       |
| Medalha de prata  | Paulo Sérgio Oliveira | Brasil        | 7.25 (-1.1) | x (+1.3)    | 7.59 (-0.2) | 7.18 (-1.4) | 7.47 (+0.1) | 7.46 (-1.8) | 7.59 (-0.2 m/s |       |
| Medalha de bronze | Juan Mosquera         | Panamá        | 7.19 (+0.8) | x (-0.6)    | x (-1.2)    | x (-3.8)    | 7.12 (-0.4) | 7.40 (-0.4) | 7.40 (-0.4 m/s |       |
| 4                 | Santiago Cova         | Venezuela     | 7.07 (+1.4) | 7.00 (-5.1) | x (+0.4)    | 7.18 (+0.1) | 7.05 (+0.1) | 7.21 (+1.3) | 7.21 (1.3 m/s  |       |
| 5                 | Álvaro Cortez         | Chile         | 7.00 (-0.1) | 7.08 (-1.1) | x (+0.4)    | 7.06 (-0.9) | 7.17 (-0.2) | 7.17 (-3.1) | 7.08 (-1.1 m/s |       |
| 6                 | Martín González       | Uruguai       | 6.59 (-0.5) | 6.17 (-1.2) | 6.85 (-0.7) | 6.36 (-2.0) | -           | -           | 6.85 (-0.7 m/s |       |
| 7                 | Augusto Negri         | Argentina     | 6.70 (+2.1) | x (-1.7)    | x (-0.9)    | 6.36 (+0.1) | 6.62 (-0.1) | 6.59 (+0.3) | 6.70 (2.1 m/s  |       |
| 8                 | Sergei Paulenko       | Uruguai       | 6.44 (+2.1) | 6.22 (+0.3) | 5.97 (-0.9) | 5.95 (+5.5) | 6.45 (-1.0) | 6.33 (-1.4) | 6.45 (-1.0 m/s |       |

### Salto triplo
Final – 3 de outubro 11:00h
| Posição           | Atleta                   | Nacionalidade | Tentativa    | Tentativa    | Tentativa    | Tentativa    | Tentativa    | Tentativa    | Resultado       | Notas            |
| Posição           | Atleta                   | Nacionalidade | 1            | 2            | 3            | 4            | 5            | 6            | Resultado       | Notas            |
| ----------------- | ------------------------ | ------------- | ------------ | ------------ | ------------ | ------------ | ------------ | ------------ | --------------- | ---------------- |
| Medalha de ouro   | Kauam Kamal Bento        | Brasil        | x (+4.2)     | 15.51 (-0.0) | 15.77 (+2.8) | -            | x (+5.8)     | 15.36 (-0.3) | 15.77 (2.8 m/s  |                  |
| Medalha de prata  | Álvaro Cortez            | Chile         | 14.68 (-1.6) | 15.27 (-0.2) | 15.33 (+0.9) | 14.98 (-0.5) | 15.36 (+0.8) | 15.07 (+3.4) | 15.36 (0.8 m/s  |                  |
| Medalha de bronze | Mateus Daniel Adão De Sá | Brasil        | 15.20 (-1.2) | 15.08 (-0.3) | x (-1.2)     | -            | x (+3.6)     | 15.07        | 15.20 (-1.2 m/s |                  |
| 4                 | Santiago Cova            | Venezuela     | x (+0.4)     | 14.92(+2.7)  | -            | 14.77 (+0.3) | -            | -            | 14.92 (2.7 m/s  |                  |
| 5                 | Diego Dimaro             | Argentina     | x (+0.6)     | 13.95 (+2.3) | 13.79 (-0.6) | 14.13 (-0.2) | 14.49 (-0.4) | 14.13 (+1.2) | 14.49 (-0.4 m/s |                  |
| 6                 | Nicolás Pettorossi       | Uruguai       | 13.97 (-0.3) | 13.23 (-0.8) | -            | x (-0.3)     | -            | -            | 13.97 (-0.3 m/s | Recorde nacional |

### Arremesso de peso
Final – 5 de outubro 10:00h
| Posição           | Atleta                   | Nacionalidade | Tentativa | Tentativa | Tentativa | Tentativa | Tentativa | Tentativa | Resultado | Notas |
| Posição           | Atleta                   | Nacionalidade | 1         | 2         | 3         | 4         | 5         | 6         | Resultado | Notas |
| ----------------- | ------------------------ | ------------- | --------- | --------- | --------- | --------- | --------- | --------- | --------- | ----- |
| Medalha de ouro   | Willian Braido           | Brasil        | x         | 18.18     | 17.24     | 17.95     | 17.98     | 17.98     | 18.18     |       |
| Medalha de prata  | Willian Denilson Dourado | Brasil        | x         | 17.18     | 17.61     | x         | 16.72     | 17.19     | 17.61     |       |
| Medalha de bronze | Juan Caicedo             | Equador       | 14.87     | 15.28     | 15.74     | 15.69     | 16.17     | 15.73     | 16.17     |       |
| 4                 | Joaquín Ballivián        | Chile         | 15.23     | x         | 15.52     | x         | x         | 16.10     | 16.10     |       |
| 5                 | Santiago Espín           | Equador       | 14.74     | 14.66     | 15.49     | 15.45     | 15.41     | 15.96     | 15.96     |       |
| 6                 | Andrés Arce              | Argentina     | x         | 14.68     | 15.71     | x         | 15.29     | x         | 15.71     |       |
| 7                 | Gabriel Andia            | Chile         | 15.69     | 15.36     | 15.12     | x         | 14.97     | x         | 15.69     |       |

### Lançamento de disco
Final – 3 de outubro 17:00h
| Posição           | Atleta                  | Nacionalidade | Tentativa | Tentativa | Tentativa | Tentativa | Tentativa | Tentativa | Resultado | Notas                 |
| Posição           | Atleta                  | Nacionalidade | 1         | 2         | 3         | 4         | 5         | 6         | Resultado | Notas                 |
| ----------------- | ----------------------- | ------------- | --------- | --------- | --------- | --------- | --------- | --------- | --------- | --------------------- |
| Medalha de ouro   | Mauricio Ortega         | Colômbia      | 59.54     | 60.46     | 56.17     | x         | x         | x         | 60.46     | Recorde do campeonato |
| Medalha de prata  | Felipe Lorenzon         | Brasil        | 53.37     | x         | x         | 54.70     | 56.21     | x         | 56.21     |                       |
| Medalha de bronze | Mario Luis David Junior | Brasil        | 53.04     | 52.37     | 55.40     | x         | 51.16     | x         | 55.40     |                       |
| 4                 | Juan Caicedo            | Equador       | x         | 53.97     | 53.83     | x         | x         | x         | 53.97     |                       |
| 5                 | Juan Solito             | Argentina     | 50.54     | 50.68     | 46.11     | 51.28     | 51.44     | 52.61     | 52.61     |                       |
| 6                 | Andrés Arce             | Argentina     | 46.31     | x         | x         | x         | 42.81     | 44.78     | 46.31     |                       |
| 7                 | Nicolás Piriz           | Uruguai       | 39.91     | 41.94     | 41.52     | 44.61     | x         | 42.62     | 44.61     |                       |
| 8                 | Gabriel Andia           | Chile         | 42.99     | x         | x         | 44.10     | 42.97     | x         | 44.10     |                       |

### Lançamento de martelo
Final – 3 de outubro 11:15h
| Posição           | Atleta                   | Nacionalidade | Tentativa | Tentativa | Tentativa | Tentativa | Tentativa | Tentativa | Resultado | Notas                 |
| Posição           | Atleta                   | Nacionalidade | 1         | 2         | 3         | 4         | 5         | 6         | Resultado | Notas                 |
| ----------------- | ------------------------ | ------------- | --------- | --------- | --------- | --------- | --------- | --------- | --------- | --------------------- |
| Medalha de ouro   | Joaquín Gómez            | Argentina     | 65.82     | 65.66     | 67.98     | x         | -         | 66.66     | 67.98     | Recorde do campeonato |
| Medalha de prata  | Humberto Mansilla        | Chile         | 62.56     | 63.08     | 65.27     | x         | x         | x         | 65.27     |                       |
| Medalha de bronze | Gabriel Kehr             | Chile         | 63.38     | x         | 59.45     | 60.70     | x         | x         | 63.38     |                       |
| 4                 | Elias Díaz               | Colômbia      | 58.28     | 60.13     | 62.51     | x         | 61.73     | 62.04     | 62.51     |                       |
| 5                 | Franco García            | Argentina     | x         | 60.70     | 62.38     | x         | x         | x         | 62.38     |                       |
| 6                 | Thiago Benedito da Silva | Brasil        | 58.37     | x         | 60.11     | 59.08     | 59.47     | x         | 60.11     |                       |
| 7                 | Jonathan Felipe Cardoso  | Brasil        | 58.34     | 58.60     | 57.83     | 56.49     | 60.05     | 57.58     | 60.05     |                       |

### Lançamento de dardo
Final – 5 de outubro 14:15h
| Posição           | Atleta                       | Nacionalidade | Tentativa | Tentativa | Tentativa | Tentativa | Tentativa | Tentativa | Resultado | Notas |
| Posição           | Atleta                       | Nacionalidade | 1         | 2         | 3         | 4         | 5         | 6         | Resultado | Notas |
| ----------------- | ---------------------------- | ------------- | --------- | --------- | --------- | --------- | --------- | --------- | --------- | ----- |
| Medalha de ouro   | Braian Toledo                | Argentina     | 70.74     | 76.40     | 72.84     | 71.41     | 77.75     | x         | 77.75     |       |
| Medalha de prata  | Tomás Guerra                 | Chile         | 65.30     | 70.00     | x         | 68.09     | x         | x         | 70.00     |       |
| Medalha de bronze | Fabián Jara                  | Paraguai      | 66.30     | 68.12     | 66.79     | 66.33     | 68.78     | 64.21     | 68.78     |       |
| 4                 | Giovanni Díaz                | Paraguai      | 60.75     | 66.11     | 56.36     | 62.85     | 59.65     | x         | 66.11     |       |
| 5                 | Andrés Valencia              | Colômbia      | 65.18     | x         | 64.06     | -         | -         | -         | 65.18     |       |
| 6                 | Fernando Norbal Martins      | Brasil        | 58.21     | x         | 61.19     | 54.80     | x         | 55.99     | 61.19     |       |
| 7                 | Mauricio de Brito Filgueiras | Brasil        | x         | x         | 59.74     | 56.20     | x         | 57.25     | 59.74     |       |
| 8                 | Jonathan Cedeo               | Panamá        | 52.97     | 57.32     | 58.62     | x         | 54.42     | 56.91     | 58.62     |       |
|                   |                              |               |           |           |           |           |           |           |           |       |
| 9                 | Christian Spaulding          | Equador       | x         | x         | 56.00     | -         | -         | -         | 56.00     |       |
| 10                | Federico Lemos               | Uruguai       | 48.60     | 47.90     | 51.31     | -         | -         | -         | 51.31     |       |
| 11                | Braian Ruso                  | Uruguai       | 50.15     | x         | 48.33     | -         | -         | -         | 50.15     |       |

### Decatlo
Final – 3/4 de outubro
| Pos.              | Atleta                         | Nacionalidade | 100 m            | SD                 | AP           | SA          | 400 m        | 110 m C/B        | AD           | SV          | LD           | 1500 m         | PG   | Notas |
| ----------------- | ------------------------------ | ------------- | ---------------- | ------------------ | ------------ | ----------- | ------------ | ---------------- | ------------ | ----------- | ------------ | -------------- | ---- | ----- |
| Medalha de ouro   | Renato Linhares dos Santos     | Brasil        | 11.10 (0) 838pts | 6.85 (2.6) 778pts  | 12.89 661pts | 1.79 619pts | 48.74 874pts | 15.06 (0) 842pts | 34.38 551pts | 4.10 645pts | 47.07 545pts | 4:41.29 672pts | 7025 |       |
| Medalha de prata  | Guillermo Ruggeri              | Argentina     | 11.21 (0) 814pts | 6.61 (2.6) 723pts  | 12.60 643pts | 1.91 723pts | 49.41 842pts | 14.62 (0) 896pts | 37.24 609pts | 3.70 535pts | 47.74 555pts | 5:02.31 547pts | 6887 |       |
| Medalha de bronze | Yuri Ventura Faustino da Silva | Brasil        | 11.07 (0) 845pts | 6.59 (0.2) 718pts  | 11.09 551pts | 1.91 723pts | 49.50 838pts | 15.00 (0) 850pts | 38.18 628pts | 4.00 617pts | 44.53 508pts | 4:54.88 590pts | 6868 |       |
| 4                 | José Gregorio Milanesse        | Venezuela     | 11.49 (0) 755pts | 6.46 (-0.1) 688pts | 11.53 578pts | 1.91 723pts | 51.56 744pts | 16.03 (0) 729pts | 31.62 496pts | 3.90 590pts | 50.55 597pts | 4:50.89 613pts | 6513 |       |
| 5                 | Matías Péndola                 | Chile         | 11.43 (0) 767pts | 6.22 (-0.1) 635pts | 11.07 550pts | 1.91 723pts | 49.96 816pts | 16.93 (0) 632pts | 36.20 588pts | 3.30 431pts | 43.10 487pts | 4:33.31 723pts | 6352 |       |
| 6                 | Óscar Campos                   | Venezuela     | DQ 0pts          | 6.61 (1.7) 723pts  | 12.41 631pts | 1.73 569pts | 50.13 809pts | 15.05 (0) 843pts | 40.61 677pts | 4.20 673pts | 52.29 623pts | 4:48.39 628pts | 6176 |       |

## Resultado feminino

### 100 metros
| Posição | Atleta                | Nacionalidade | Tempo | Notas |
| ------- | --------------------- | ------------- | ----- | ----- |
| 1       | Bruna Jessica Farias  | Brasil        | 11.51 | Q     |
| 2       | Vitoria Cristina Rosa | Brasil        | 11.66 | Q     |
| 3       | Josefina Gutiérrez    | Chile         | 12.26 | Q     |
| 4       | Paula Pisano          | Uruguai       | 12.49 | q     |
| 5       | Yara Martínez         | Uruguai       | 12.57 | q     |

| Posição | Atleta             | Nacionalidade | Tempo | Notas |
| ------- | ------------------ | ------------- | ----- | ----- |
| 1       | Andrea Purica      | Venezuela     | 11.62 | Q     |
| 2       | Nediam Vargas      | Venezuela     | 11.73 | Q     |
| 3       | Maribel Caicedo    | Equador       | 12.80 | Q     |
| 4       | Lize Marlene López | Paraguai      | 13.21 |       |
| 5       | Noelia Martínez    | Argentina     | DNS   |       |

| Posição           | Atleta                | Nacionalidade | Tempo | Notas |
| ----------------- | --------------------- | ------------- | ----- | ----- |
| Medalha de ouro   | Andrea Purica         | Venezuela     | 11.50 |       |
| Medalha de prata  | Bruna Jessica Farias  | Brasil        | 11.52 |       |
| Medalha de bronze | Vitoria Cristina Rosa | Brasil        | 11.64 |       |
| 4                 | Nediam Vargas         | Venezuela     | 11.79 |       |
| 5                 | Josefina Gutiérrez    | Chile         | 12.04 |       |
| 6                 | Maribel Caicedo       | Equador       | 12.46 |       |
| 7                 | Paula Pisano          | Uruguai       | 12.59 |       |
| 8                 | Yara Martínez         | Uruguai       | 12.71 |       |

### 200 metros
| Posição | Atleta               | Nacionalidade | Tempo | Notas |
| ------- | -------------------- | ------------- | ----- | ----- |
| 1       | Nediam Vargas        | Venezuela     | 23.62 | Q     |
| 2       | Bruna Jessica Farias | Brasil        | 23.85 | Q     |
| 3       | Valeria Baron        | Argentina     | 25.36 | Q     |
| 4       | Laura Lupano         | Uruguai       | 25.76 |       |
| 5       | Josefina Gutiérrez   | Chile         | DNF   |       |

| Posição | Atleta             | Nacionalidade | Tempo | Notas |
| ------- | ------------------ | ------------- | ----- | ----- |
| 1       | Karina da Rosa     | Brasil        | 23.98 | Q     |
| 2       | Isidora Jiménez    | Chile         | 24.01 | Q     |
| 3       | Andrea Purica      | Venezuela     | 24.25 | Q     |
| 4       | Noelia Martínez    | Argentina     | 24.58 | q     |
| 5       | Paula Pisano       | Uruguai       | 25.71 | q     |
| 6       | Lize Marlene López | Paraguai      | 26.17 |       |

| Posição           | Atleta               | Nacionalidade | Tempo | Notas           |
| ----------------- | -------------------- | ------------- | ----- | --------------- |
| Medalha de ouro   | Bruna Jessica Farias | Brasil        | 23.61 |                 |
| Medalha de prata  | Isidora Jiménez      | Chile         | 23.72 | 712             |
| Medalha de bronze | Karina da Rosa       | Brasil        | 23.72 | 718             |
| 4                 | Nediam Vargas        | Venezuela     | 23.84 |                 |
| 5                 | Andrea Purica        | Venezuela     | 24.13 | Recorde pessoal |
| 6                 | Noelia Martínez      | Argentina     | 24.54 |                 |
| 7                 | Valeria Baron        | Argentina     | 24.78 |                 |
| 8                 | Paula Pisano         | Uruguai       | 25.89 |                 |

### 400 metros
| Posição | Atleta                  | Nacionalidade | Tempo | Notas |
| ------- | ----------------------- | ------------- | ----- | ----- |
| 1       | Leticia Cherpe de Souza | Brasil        | 55.73 | Q     |
| 2       | Maitte Torres           | Peru          | 56.11 | Q     |
| 3       | Maryury Valdez          | Venezuela     | 56.66 | Q     |
| 4       | Yadira Méndez           | Equador       | 57.39 | q     |
| 5       | Deysi Parra             | Peru          | 57.48 |       |
| 6       | Valeria Baron           | Argentina     | 57.87 |       |

| Posição | Atleta                     | Nacionalidade | Tempo | Notas |
| ------- | -------------------------- | ------------- | ----- | ----- |
| 1       | Natallia Oliveira da Silva | Brasil        | 54.03 | Q     |
| 2       | Déborah Rodríguez          | Uruguai       | 54.64 | Q     |
| 3       | Betiana Hernández          | Argentina     | 57.26 | Q     |
| 4       | Odellani Monges            | Venezuela     | 57.41 | q     |
| 5       | Andrea Calderón            | Equador       | 57.60 |       |
| 6       | Laura Lupano               | Uruguai       | 57.89 |       |

| Posição           | Atleta                     | Nacionalidade | Tempo | Notas                 |
| ----------------- | -------------------------- | ------------- | ----- | --------------------- |
| Medalha de ouro   | Déborah Rodríguez          | Uruguai       | 52.53 | Recorde do campeonato |
| Medalha de prata  | Natallia Oliveira da Silva | Brasil        | 53.14 |                       |
| Medalha de bronze | Leticia Cherpe de Souza    | Brasil        | 53.96 |                       |
| 4                 | Maitte Torres              | Peru          | 55.54 |                       |
| 5                 | Maryury Valdez             | Venezuela     | 56.29 |                       |
| 6                 | Betiana Hernández          | Argentina     | 56.99 |                       |
| 7                 | Odellani Monges            | Venezuela     | 58.24 |                       |
| 8                 | Yadira Méndez              | Equador       | DNS   |                       |

### 800 metros
Final – 4 de outubro 17:45h
| Posição           | Atleta                    | Nacionalidade | Tempo   | Notas |
| ----------------- | ------------------------- | ------------- | ------- | ----- |
| Medalha de ouro   | Déborah Rodríguez         | Uruguai       | 2:08.65 |       |
| Medalha de prata  | Mariana Borelli           | Argentina     | 2:09.24 |       |
| Medalha de bronze | Pia Fernández             | Uruguai       | 2:09.89 |       |
| 4                 | July Ferreira da Silva    | Brasil        | 2:10.07 |       |
| 5                 | Yadira Méndez             | Equador       | 2:10.53 |       |
| 6                 | Andrea Calderón           | Equador       | 2:10.59 |       |
| 7                 | Alissandra de Lima Araújo | Brasil        | 2:12.24 |       |
| 8                 | Fátima Amarilla           | Paraguai      | 2:19.83 |       |
| 9                 | Katheryn Velázquez        | Paraguai      | 2:21.79 |       |

### 1.500 metros
Final – 5 de outubro 15:50h
| Posição           | Atleta                      | Nacionalidade | Tempo   | Notas                 |
| ----------------- | --------------------------- | ------------- | ------- | --------------------- |
| Medalha de ouro   | Flávia Maria de Lima        | Brasil        | 4:21.05 | Recorde do campeonato |
| Medalha de prata  | Erika Oliveira Lima Machado | Brasil        | 4:23.58 |                       |
| Medalha de bronze | Zulema Arenas               | Peru          | 4:25.30 |                       |
| 4                 | Mariana Borelli             | Argentina     | 4:33.13 |                       |
| 5                 | Pia Fernández               | Uruguai       | 4:35.85 |                       |
| 6                 | Katerine Cardozo            | Uruguai       | 4:42.27 |                       |
| 7                 | Cecilia Luizaga             | Bolívia       | 4:53.25 |                       |
| 8                 | Maria Leticia Añazco        | Paraguai      | 5:00.30 |                       |
| 9                 | Katheryn Velázquez          | Paraguai      | 5:08.06 |                       |

### 5.000 metros
Final – 3 de outubro 15:00h
| Posição           | Atleta                  | Nacionalidade | Tempo    | Notas                 |
| ----------------- | ----------------------- | ------------- | -------- | --------------------- |
| Medalha de ouro   | Soledad Torre           | Peru          | 16:39.95 | Recorde do campeonato |
| Medalha de prata  | Jovana de la Cruz       | Peru          | 16:43.40 |                       |
| Medalha de bronze | Giselle Álvarez         | Chile         | 16:51.22 |                       |
| 4                 | Jéssica Paguay          | Equador       | 16:53.02 |                       |
| 5                 | Adriana Cristina da Luz | Brasil        | 16:57.38 |                       |
| 6                 | Jessica Ladeira Soares  | Brasil        | 18:01.86 |                       |
| 7                 | Katerine Cardozo        | Uruguai       | 18:13.65 |                       |
| 8                 | Helen Baltazar          | Bolívia       | 18:46.09 |                       |

### 10.000 metros
Final – 5 de outubro 10:15h
| Posição           | Atleta                  | Nacionalidade | Tempo    | Notas |
| ----------------- | ----------------------- | ------------- | -------- | ----- |
| Medalha de ouro   | Giselle Álvarez         | Chile         | 35:28.30 |       |
| Medalha de prata  | Luzmery Rojas           | Peru          | 35:32.56 |       |
| Medalha de bronze | Jéssica Paguay          | Equador       | 35:35.75 |       |
| 4                 | Dina Ramos              | Peru          | 35:44.76 |       |
| 5                 | Jessica Ladeira Soares  | Brasil        | 36:40.30 |       |
| 6                 | Adriana Cristina da Luz | Brasil        | DNF      |       |

### 100 metros barreiras
| Posição | Atleta            | Nacionalidsade | Tempo | Notas |
| ------- | ----------------- | -------------- | ----- | ----- |
| 1       | Génesis Romero    | Venezuela      | 13.73 | Q     |
| 2       | Diana Bazalar     | Peru           | 14.08 | Q     |
| 3       | Adriana Lastra    | Equador        | 14.55 | Q     |
| 4       | Noelina Madarieta | Argentina      | 14.92 | q     |
| 5       | Paula Dulcic      | Argentina      | 15.28 |       |

| Posição | Atleta                     | Nacionalidsade | Tempo | Notas |
| ------- | -------------------------- | -------------- | ----- | ----- |
| 1       | Gabriela de Farias Lima    | Brasil         | 13.83 | Q     |
| 2       | Maria Ignacia Eguiguren    | Chile          | 13.86 | Q 855 |
| 3       | Dayara de Oliveira Germano | Brasil         | 13.86 | Q 860 |
| 4       | Natalia Pinzón             | Colômbia       | 14.17 | q     |

| Posição           | Atleta                     | Nacionalidsade | Tempo | Notas |
| ----------------- | -------------------------- | -------------- | ----- | ----- |
| Medalha de ouro   | Génesis Romero             | Venezuela      | 13.51 |       |
| Medalha de prata  | Gabriela de Farias Lima    | Brasil         | 13.81 |       |
| Medalha de bronze | Maria Ignacia Eguiguren    | Chile          | 13.93 | 926   |
| 4                 | Diana Bazalar              | Peru           | 13.93 | 930   |
| 5                 | Dayara de Oliveira Germano | Brasil         | 14.34 |       |
| 6                 | Natalia Pinzón             | Colômbia       | 14.39 |       |
| 7                 | Adriana Lastra             | Equador        | 14.57 |       |
| 8                 | Noelina Madarieta          | Argentina      | 14.92 |       |

### 400 metros barreiras
Final – 5 de outubro 17:20h
| Posição           | Atleta                   | Nacionalidsade | Tempo | Notas |
| ----------------- | ------------------------ | -------------- | ----- | ----- |
| Medalha de ouro   | Déborah Rodríguez        | Uruguai        | 58.49 |       |
| Medalha de prata  | Geisa Cardoso dos Santos | Brasil         | 59.53 |       |
| Medalha de bronze | Brenda Silva da Costa    | Brasil         | 60.86 |       |
| 4                 | Maitte Torres            | Peru           | 61.21 |       |
| 5                 | Yenifer Silva            | Uruguai        | 65.23 |       |
| 6                 | Fátima Amarilla          | Paraguai       | 65.75 |       |

### 3.000 metros com obstáculos
Final – 4 de outubro 11:00h
| Posição           | Atleta                 | Nacionalidsade | Tempo    | Notas                 |
| ----------------- | ---------------------- | -------------- | -------- | --------------------- |
| Medalha de ouro   | Zulema Arenas          | Peru           | 10:06.25 | Recorde do campeonato |
| Medalha de bronze | Jovana de la Cruz      | Peru           | 10:18.74 |                       |
| Medalha de prata  | July Ferreira da Silva | Brasil         | 10:34.62 |                       |
| 4                 | Carolina Lozano        | Argentina      | 10:51.18 |                       |
| 5                 | Viviane Santana Lyra   | Brasil         | 11:01.93 |                       |
| 6                 | Cecilia Luizaga        | Bolívia        | 11:20.79 |                       |
| 7                 | Aldana Machado         | Uruguai        | 11:25.99 |                       |

### Revezamento 4x100 m
Final – 4 de outubro 18:10h
| Posição           | Nacionalidade | Atletas                                                                                      | Tempo | Notas |
| ----------------- | ------------- | -------------------------------------------------------------------------------------------- | ----- | ----- |
| Medalha de ouro   | Brasil        | Vitoria Cristina Rosa Bruna Jessica Farias Andressa Moreira Fidelis Evelyn Oliveira de Paula | 45.44 |       |
| Medalha de prata  | Venezuela     | Johana Pirela Andrea Purica Génesis Romero Nediam Vargas                                     | 46.50 |       |
| Medalha de bronze | Chile         | Macarena Borie Josefina Gutiérrez Maria Ignacia Eguiguren Isidora Jiménez                    | 46.80 |       |
| 4                 | Equador       | Juliana Angulo Maribel Caicedo Adriana Lastra Ángela Tenorio                                 | 47.81 |       |
| 5                 | Uruguai       | Yessica Maciel Lorena Aires Yara Martínez Paula Pisano                                       | DSQ   |       |
| 6                 | Argentina     | Noelina Madarieta Josefina Loyza Valeria Baron Noelia Martínez                               | DNF   |       |

### Revezamento 4x400 m
Final – 5 de outubro 18:40h
| Posição           | Nacionalidade | Atletas                                                                                            | Tempo   | Notas |
| ----------------- | ------------- | -------------------------------------------------------------------------------------------------- | ------- | ----- |
| Medalha de ouro   | Brasil        | Jessica Roberti da Silva Lourdes de Souza Dallazem Natallia Oliveira da Silva Flávia Maria de Lima | 3:42.07 |       |
| Medalha de prata  | Venezuela     | Johana Pirela Maryury Valdez Odellani Monges Nediam Vargas                                         | 3:45.89 |       |
| Medalha de bronze | Uruguai       | Laura Lupano Pia Fernández Yenifer Silva Déborah Rodríguez                                         | 3:50.35 |       |
| 4                 | Peru          | Diana Bazalar Soledad Torre Maitte Torres Deysi Parra                                              | 3:55.00 |       |
| 5                 | Paraguai      | Maria Leticia Añazco Lizet Gómez Katheryn Velázquez Fátima Amarilla                                | 4:10.03 |       |
| 6                 | Argentina     | Betiana Hernández Mariana Borelli Noelia Martínez Valeria Baron                                    | DSQ     |       |
| 7                 | Chile         | Josefina Gutiérrez María Victoria Fernández Maria Ignacia Eguiguren Macarena Borie                 | DNS     |       |

### 20 km marcha atlética
Final – 4 de outubro 11:55h
| Posição           | Atleta                 | Nacionalidade | Tempo     | Notas                 |
| ----------------- | ---------------------- | ------------- | --------- | --------------------- |
| Medalha de ouro   | Wendy Cornejo          | Bolívia       | 1:37:43.1 | Recorde do campeonato |
| Medalha de prata  | Ángela Castro          | Bolívia       | 1:38:55.7 |                       |
| Medalha de bronze | Yeseida Carrillo       | Colômbia      | 1:42:20.5 |                       |
| 4                 | Ana Leydy Daza         | Colômbia      | 1:44:41.7 |                       |
| 5                 | Andresa Souza da Silva | Brasil        | 1:50:21.9 |                       |
| 6                 | Yenni Ortiz            | Argentina     | DNF       |                       |
| 7                 | Elysle da Silva Albino | Brasil        | DNF       |                       |

### Salto em altura
Final – 5 de outubro 16:00h
| Posição           | Atleta                      | Nacionalidade | Tentativa | Tentativa | Tentativa | Tentativa | Tentativa | Tentativa | Tentativa | Tentativa | Tentativa | Resultado | Notas |
| Posição           | Atleta                      | Nacionalidade | 1.55      | 1.60      | 1.65      | 1.70      | 1.73      | 1.76      | 1.79      | 1.82      | 1.85      | Resultado | Notas |
| ----------------- | --------------------------- | ------------- | --------- | --------- | --------- | --------- | --------- | --------- | --------- | --------- | --------- | --------- | ----- |
| Medalha de ouro   | Tamara Alexandrino de Sousa | Brasil        | -         | -         | o         | o         | o         | o         | xo        | o         | xxx       | 1.82      |       |
| Medalha de prata  | Ana Paula de Oliveira       | Brasil        | -         | -         | -         | o         | xxo       | xo        | xxo       | o         | xxx       | 1.82      |       |
| Medalha de bronze | Betsabé Páez                | Argentina     | -         | -         | -         | o         | o         | xxo       | xxx       |           |           | 1.76      |       |
| 4                 | Lorena Aires                | Uruguai       | -         | o         | o         | o         | xxx       |           |           |           |           | 1.70      |       |
| 5                 | Candy Toche                 | Peru          | -         | o         | o         | xxx       |           |           |           |           |           | 1.65      |       |
| 6                 | Mariana Rojas               | Argentina     | -         | o         | xxo       | xxx       |           |           |           |           |           | 1.65      |       |
| 7                 | Ana Martínez                | Panamá        | xo        | xo        | xxx       |           |           |           |           |           |           | 1.60      |       |

### Salto com vara
Final – 3 de outubro 9:30h
| Posição           | Atleta                     | Nacionalidade | Tentativa | Tentativa | Tentativa | Tentativa | Tentativa | Tentativa | Tentativa | Resultado | Notas |
| Posição           | Atleta                     | Nacionalidade | 3.40      | 3.50      | 3.60      | 3.70      | 3.80      | 3.90      | 4.00      | Resultado | Notas |
| ----------------- | -------------------------- | ------------- | --------- | --------- | --------- | --------- | --------- | --------- | --------- | --------- | ----- |
| Medalha de ouro   | Robeilys Peinado           | Venezuela     | -         | -         | -         | o         | -         | o         | xxx       | 3.90      |       |
| Medalha de prata  | Juliana de Menis Campos    | Brasil        | -         | o         | o         | xo        | xxx       |           |           | 3.70      |       |
| Medalha de bronze | Noelina Madarieta          | Argentina     | -         | -         | o         | xxx       |           |           |           | 3.60      |       |
| 4                 | María Victoria Fernández   | Chile         | xo        | -         | o         | xxx       |           |           |           | 3.60      |       |
| 5                 | Nayara Sobrinho dos Santos | Brasil        | -         | -         | xxo       | -         | xxx       |           |           | 3.60      |       |

### Salto em comprimento
Final – 4 de outubro 14:30h
| Posição           | Atleta                          | Nacionalidade | Tentativa   | Tentativa   | Tentativa   | Tentativa   | Tentativa   | Tentativa   | Resultado      | Notas                 |
| Posição           | Atleta                          | Nacionalidade | 1           | 2           | 3           | 4           | 5           | 6           | Resultado      | Notas                 |
| ----------------- | ------------------------------- | ------------- | ----------- | ----------- | ----------- | ----------- | ----------- | ----------- | -------------- | --------------------- |
| Medalha de ouro   | Yulimar Rojas                   | Venezuela     | 5.94 (-0.0) | 6.12 (-0.8) | x (-0.9)    | 6.16 (+1.4) | 6.15 (+0.3) | 6.36 (+0.8) | 6.36 (0.8 m/s  | Recorde do campeonato |
| Medalha de prata  | Jessica Carolina dos Reis       | Brasil        | 6.20 (-4.7) | 5.98 (-1.5) | 6.11 (-0.4) | 6.18 (-1.8) | x (-4.7)    | 6.35 (+0.7) | 6.35 (0.7 m/s  |                       |
| Medalha de bronze | Juliana Angulo                  | Equador       | x (-0.7)    | x (-0.6)    | 5.89 (-0.0) | 6.16 (+0.8) | x (+3.7)    | 6.07 (+1.3) | 6.16 (0.8 m/s  |                       |
| 4                 | Paula Catarina dos Santos Neves | Brasil        | 5.76 (-1.5) | 6.14 (-2.0) | 6.06 (+2.1) | 6.07 (-1.6) | 6.09 (-0.4) | 6.13 (+3.3) | 6.14 (-2.0 m/s |                       |
| 5                 | Génesis Romero                  | Venezuela     | 5.99 (+0.6) | -           | x (-1.1)    | 5.78 (-0.1) | 5.97 (-2.2) | x (-1.3)    | 5.99 (0.6 m/s  |                       |
| 6                 | Macarena Borie                  | Chile         | 4.07 (-0.3) | 5.58 (+0.2) | 5.83 (-1.1) | 5.58 (-0.7) | x (-0.1)    | 5.60 (-0.2) | 5.83 (-1.1 m/s |                       |
| 7                 | Jennifer Clayton                | Panamá        | 5.78 (+0.1) | 5.36 (-2.9) | 5.33 (-1.4) | -           | -           | -           | 5.78 (0.1 m/s  |                       |
| 8                 | Josefina Loyza                  | Argentina     | 5.39 (-1.4) | 5.68 (-0.1) | 5.61 (-0.4) | 5.70 (+2.0) | 5.35 (-1.2) | 5.51 (-2.2) | 5.70 (2.0 m/s  |                       |
|                   |                                 |               |             |             |             |             |             |             |                |                       |
| 9                 | Nathaly Aranda                  | Panamá        | x (-0.4)    | 5.63 (-2.5) | x (-0.8)    | -           | -           | -           | 5.63 (-2.5 m/s |                       |
| 10                | Alexa Morey                     | Peru          | x (+1.2)    | 5.54 (-0.3) | x (-0.2)    | -           | -           | -           | 5.54 (-0.3 m/s |                       |
| 11                | Josefina Gutiérrez              | Chile         | 5.31 (-3.1) | x (-1.1)    | 5.52 (-0.5) | -           | -           | -           | 5.52 (-0.5 m/s |                       |
| 12                | Lizet Gómez                     | Paraguai      | 5.42 (-0.5) | 5.16 (-3.6) | 5.37 (-0.5) | -           | -           | -           | 5.42 (-0.5 m/s |                       |
| 13                | Belén Pastorino                 | Uruguai       | 5.08 (-2.2) | 5.04 (+1.9) | x (-1.0)    | -           | -           | -           | 5.08 (-2.2 m/s |                       |
| 14                | Leslie de Mederos               | Uruguai       | 4.88 (-0.9) | 4.74 (-1.8) | 4.87 (-0.7) | -           | -           | -           | 4.88 (-0.9 m/s |                       |

### Salto triplo
Final – 3 de outubro 8:45h
| Posição           | Atleta                  | Nacionalidade | Tentativa    | Tentativa    | Tentativa    | Tentativa    | Tentativa    | Tentativa    | Resultado       | Notas |
| Posição           | Atleta                  | Nacionalidade | 1            | 2            | 3            | 4            | 5            | 6            | Resultado       | Notas |
| ----------------- | ----------------------- | ------------- | ------------ | ------------ | ------------ | ------------ | ------------ | ------------ | --------------- | ----- |
| Medalha de ouro   | Yulimar Rojas           | Venezuela     | 12.93 (-0.4) | 13.14 (-0.1) | 13.34 (-1.3) | 13.29 (-0.7) | 13.35 (-1.8) | x (+0.5)     | 13.35 (-1.8 m/s |       |
| Medalha de prata  | Núbia Soares            | Brasil        | x (-0.5)     | 12.76 (-0.4) | 12.95 (+0.8) | 13.31 (-0.7) | x (-0.8)     | 12.75 (+0.5) | 13.31 (-0.7 m/s |       |
| Medalha de bronze | Claudine Paola de Jesus | Brasil        | x (-0.7)     | 12.67 (-2.4) | 12.81 (+0.0) | 12.75 (+3.7) | x (+2.1)     | x (-0.4)     | 12.81 (0.0 m/s  |       |
| 4                 | Mirian Reyes            | Peru          | 12.22 (-1.3) | 12.20 (-1.2) | 12.39 (+0.4) | 12.77 (+2.6) | 12.73 (-0.8) | x (+0.1)     | 12.77 (2.6 m/s  |       |
| 5                 | Lizet Gómez             | Paraguai      | 11.50 (-0.5) | 11.50 (-1.5) | 11.67 (+0.9) | 11.21 (+1.2) | 11.34 (-0.4) | 11.06 (-0.1) | 11.67 (0.9 m/s  |       |

### Arremesso de peso
Final – 4 de outubro 16:15h
| Posição           | Atleta                      | Nacionalidade | Tentativa | Tentativa | Tentativa | Tentativa | Tentativa | Tentativa | Resultado | Notas |
| Posição           | Atleta                      | Nacionalidade | 1         | 2         | 3         | 4         | 5         | 6         | Resultado | Notas |
| ----------------- | --------------------------- | ------------- | --------- | --------- | --------- | --------- | --------- | --------- | --------- | ----- |
| Medalha de ouro   | Ivana Gallardo              | Chile         | 14.14     | 14.64     | 16.20     | x         | x         | 15.02     | 16.20     |       |
| Medalha de prata  | Izabela Rodrigues da Silva  | Brasil        | 14.45     | 15.09     | 15.36     | x         | 15.95     | x         | 15.95     |       |
| Medalha de bronze | Esthefania Ribeiro da Costa | Brasil        | 14.42     | 15.06     | 14.32     | 14.99     | 15.09     | 15.18     | 15.18     |       |
| 4                 | Giohanny Rojas              | Venezuela     | x         | 14.71     | x         | x         | 14.22     | x         | 14.71     |       |
| 5                 | Alessandra Gamboa           | Peru          | x         | 14.36     | x         | x         | x         | x         | 14.36     |       |
| 6                 | Cecilia Rodríguez           | Uruguai       | 13.47     | 13.41     | 14.16     | 13.70     | 13.09     | 13.79     | 14.16     |       |
| 7                 | Abigail Guzmán              | Argentina     | 12.04     | 12.71     | 13.46     | 12.64     | 12.03     | 11.34     | 13.46     |       |
| 8                 | Rocío Aranda                | Argentina     | x         | 12.75     | x         | 12.65     | x         | x         | 12.75     |       |

### Lançamento de disco
Final – 3 de outubro 14:15h
| Posição           | Atleta                     | Nacionalidade | Tentativa | Tentativa | Tentativa | Tentativa | Tentativa | Tentativa | Resultado | Notas                 |
| Posição           | Atleta                     | Nacionalidade | 1         | 2         | 3         | 4         | 5         | 6         | Resultado | Notas                 |
| ----------------- | -------------------------- | ------------- | --------- | --------- | --------- | --------- | --------- | --------- | --------- | --------------------- |
| Medalha de ouro   | Izabela Rodrigues da Silva | Brasil        | x         | 52.83     | 58.70     | 52.43     | x         | x         | 58.70     | Recorde do campeonato |
| Medalha de prata  | Lidiane Milena Cansian     | Brasil        | 55.61     | x         | 56.77     | x         | 52.50     | x         | 56.77     |                       |
| Medalha de bronze | Ivana Gallardo             | Chile         | x         | 50.14     | 50.50     | 51.75     | 48.40     | 49.97     | 51.75     |                       |
| 4                 | Elizabeth Álvarez          | Venezuela     | x         | 46.19     | x         | x         | x         | 48.28     | 48.28     |                       |
| 5                 | Maia Varela                | Argentina     | 47.69     | 46.51     | 45.45     | x         | 47.52     | x         | 47.69     |                       |
| 6                 | Rocío Aranda               | Argentina     | 43.47     | 44.72     | 47.38     | 45.94     | 45.72     | 43.34     | 47.38     |                       |
| 7                 | Micaela Garbarino          | Uruguai       | 37.26     | 39.37     | x         | x         | 34.92     | 37.08     | 39.37     |                       |
| 8                 | Ayleen González            | Panamá        | x         | x         | 32.06     | x         | x         | x         | 32.06     |                       |

### Lançamento de martelo
Final – 3 de outubro 8:45h
| Posição           | Atleta                         | Nacionalidade | Tentativa | Tentativa | Tentativa | Tentativa | Tentativa | Tentativa | Resultado | Notas |
| Posição           | Atleta                         | Nacionalidade | 1         | 2         | 3         | 4         | 5         | 6         | Resultado | Notas |
| ----------------- | ------------------------------ | ------------- | --------- | --------- | --------- | --------- | --------- | --------- | --------- | ----- |
| Medalha de ouro   | Génesis Olivera                | Venezuela     | 63.80     | 61.05     | 61.31     | x         | x         | 60.89     | 63.80     |       |
| Medalha de prata  | Mariana Marcelino              | Brasil        | 55.63     | 61.18     | 58.40     | 61.13     | x         | x         | 61.18     |       |
| Medalha de bronze | Paola Miranda                  | Paraguai      | x         | 56.41     | x         | x         | 53.83     | 57.06     | 57.06     |       |
| 4                 | Mveh Viviane de Dieu Gracielle | Brasil        | x         | 50.37     | 56.45     | 56.33     | x         | 55.85     | 56.45     |       |
| 5                 | Nathaly Ojeda                  | Equador       | 52.71     | 54.01     | x         | 54.82     | 53.57     | 51.14     | 54.82     |       |
| 6                 | Daniela Gómez                  | Argentina     | 53.75     | 54.21     | 49.70     | x         | 54.30     | 52.29     | 54.30     |       |
| 7                 | Elisa Mina                     | Equador       | 51.63     | 53.33     | x         | 53.77     | x         | x         | 53.77     |       |
| 8                 | Araceli Montivero              | Argentina     | 50.22     | 50.23     | 51.58     | x         | x         | x         | 51.58     |       |
|                   |                                |               |           |           |           |           |           |           |           |       |
| 9                 | Bruna Lima                     | Uruguai       | x         | 48.07     | 49.02     | -         | -         | -         | 49.02     |       |
| 10                | Luciana Acosta                 | Uruguai       | x         | x         | 48.09     | -         | -         | -         | 48.09     |       |
| 11                | Dagmar Alvarado                | Panamá        | x         | x         | 43.43     | -         | -         | -         | 43.43     |       |

### Lançamento de dardo
Final – 5 de outubro 17:00h
| Posição           | Atleta                     | Nacionalidade | Tentativa | Tentativa | Tentativa | Tentativa | Tentativa | Tentativa | Resultado | Notas |
| Posição           | Atleta                     | Nacionalidade | 1         | 2         | 3         | 4         | 5         | 6         | Resultado | Notas |
| ----------------- | -------------------------- | ------------- | --------- | --------- | --------- | --------- | --------- | --------- | --------- | ----- |
| Medalha de ouro   | Edivania dos Santos Araújo | Brasil        | 52.82     | 51.39     | 47.64     | 53.79     | 47.78     | 49.26     | 53.79     |       |
| Medalha de prata  | Daniella Mieko Nisimura    | Brasil        | 50.21     | 49.74     | 53.46     | 49.60     | 50.13     | 53.25     | 53.46     |       |
| Medalha de bronze | Laura Paredes              | Paraguai      | 48.01     | 51.19     | 48.58     | x         | x         | 42.62     | 51.19     |       |
| 4                 | María Mello                | Uruguai       | 43.16     | 48.30     | 40.80     | 47.18     | 46.94     | 45.78     | 48.30     |       |
| 5                 | Denisse Vargas             | Equador       | 46.71     | 47.96     | 46.13     | 45.61     | x         | 44.44     | 47.96     |       |
| 6                 | Dominella Arias            | Argentina     | 43.97     | 36.92     | 45.01     | 46.32     | 43.75     | 39.65     | 46.32     |       |
| 7                 | Valentina Salazar          | Chile         | 45.37     | 46.09     | 42.59     | 45.22     | 43.61     | 43.94     | 46.09     |       |

### Heptatlo
Final – 4/5 de outubro
| Colocação         | Atleta                          | Nacionalidade | 100 m C/B           | SA          | AP           | 200 m            | SD                 | LD           | 800 m          | Total | Notas |
| ----------------- | ------------------------------- | ------------- | ------------------- | ----------- | ------------ | ---------------- | ------------------ | ------------ | -------------- | ----- | ----- |
| Medalha de ouro   | Evelis Aguilar                  | Colômbia      | 14.91 (-1.2) 854pts | 1.61 747pts | 11.78 647pts | 24.36 (0) 946pts | 5.39 (0.4) 668pts  | 35.28 577pts | 2:14.92 894pts | 5333  |       |
| Medalha de prata  | Fiorella Chiappe                | Argentina     | 14.44 (-1.2) 917pts | 1.73 891pts | 10.89 588pts | 25.41 (0) 850pts | 5.38 (-1.8) 665pts | 32.06 516pts | 2:23.23 780pts | 5207  |       |
| Medalha de bronze | Karen Maria Cerqueira Lopes     | Brasil        | 14.39 (-1.2) 924pts | 1.55 678pts | 11.62 636pts | 24.84 (0) 902pts | 5.40 (-1.2) 671pts | 39.89 665pts | 2:37.75 599pts | 5075  |       |
| 4                 | Martina Corra                   | Argentina     | 14.74 (-1.2) 876pts | 1.55 678pts | 11.79 647pts | 25.60 (0) 833pts | 4.98 (-1.7) 554pts | 41.28 692pts | 2:28.54 711pts | 4991  |       |
| 5                 | Lais Priscilla da Silva Pereira | Brasil        | 15.19 (-1.2) 817pts | 1.58 712pts | 8.90 458pts  | 24.92 (0) 894pts | 5.18 (-1.5) 609pts | 23.33 351pts | 2:22.45 791pts | 4632  |       |
| 6                 | Weinie Castillo                 | Equador       | 14.42 (-1.2) 920pts | 1.55 678pts | 10.70 575pts | 25.32 (0) 858pts | 4.95 (-0.7) 546pts | 28.66 451pts | 2:40.32 569pts | 4597  |       |
| 7                 | Javiera Brahn                   | Chile         | 15.12 (-1.2) 826pts | 1.49 610pts | 10.75 579pts | 25.60 (0) 833pts | 5.30 (-1.2) 643pts | 25.23 387pts | 2:32.48 662pts | 4540  |       |
| 8                 | Kimberly de Mederos             | Uruguai       | 16.23 (-1.2) 686pts | 1.52 644pts | 9.06 468pts  | 25.95 (0) 802pts | 5.08 (-1.7) 581pts | 29.40 465pts | 2:34.98 632pts | 4278  |       |

Legenda
| Recorde mundial       | Recorde mundial (World record)               |                       | Recorde africano                      | Recorde africano (African) |                                           | Q | Classificado por posição (Qualified) |
| Recorde do campeonato | Recorde do campeonato (Championship record)  | Recorde da América    | Recorde da América (Americas)         | q                          | Classificado por melhor tempo (Qualified) |   |                                      |
| Melhor marca do ano   | Melhor marca do ano (World leading)          | Recorde asiático      | Recorde asiático (Asian)              | DNS                        | Não largou (Did not start)                |   |                                      |
| Recorde nacional      | Recorde nacional (National record)           | Recorde europeu       | Recorde europeu (European)            | DNF                        | Não terminou (Did not finish)             |   |                                      |
| Recorde pessoal       | Recorde pessoal do atleta (Personal best)    | Recorde da Oceania    | Recorde da Oceania (Oceania)          | DSQ / DQ                   | Desclassificado (Disqualified)            |   |                                      |
| Recorde da temporada  | Recorde da temporada do atleta (Season best) | Recorde sul-americano | Recorde sul-americano (South America) | NM                         | Sem marca (No mark)                       |   |                                      |